# Dactylosphaerium acuum
Dactylosphaerium acuum – gatunek ameby należący do gromady Discosea wchodzącej w skład supergrupy Amoebozoa. Przynależność tego gatunku do rzędu Dactylopodida jest niepewna.
Trofozoit osiąga wielkość 40 – 60 μm. Gatunek ten posiada jedno jądro wielkości 12 μm.
Występuje w Zatoce Meksykańskiej.